# François Quesnel (Maler)

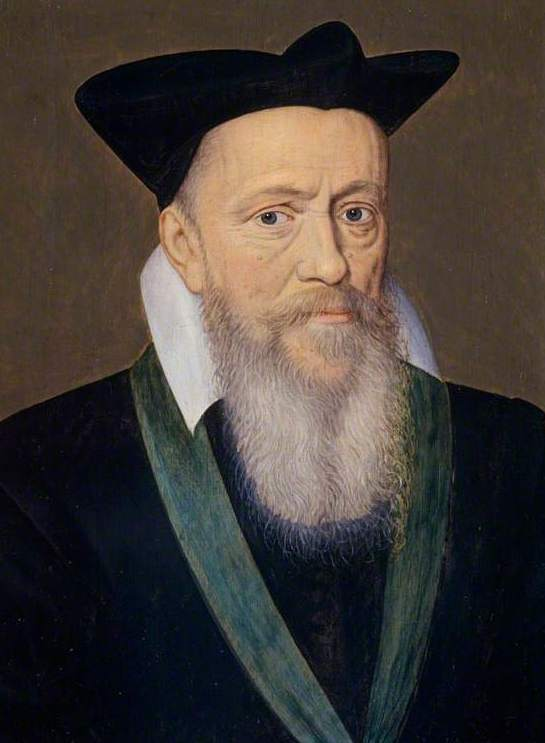
François Quesnel zugeschriebenes Gemälde des Erzbischofs Renaud de Beaune.

François Quesnel (* 1543 in  Edinburgh; † 1619 in Paris) war ein französischer Maler und Designer.

## Leben
Während der französische Maler Pierre Quesnel (1502–1580) in Edinburgh für Marie de Guise und Jakob V. arbeitete, heiratete er dort Madeleine Digby, die Tochter eines Polsterers. Als erster Sohn des Paares wurde François Quesnel in Edinburgh geboren. Um 1544 ging Pierre Quesnel nach Frankreich zurück. In Paris erhielt François die Ausbildung als Maler und Designer von seinem Vater.

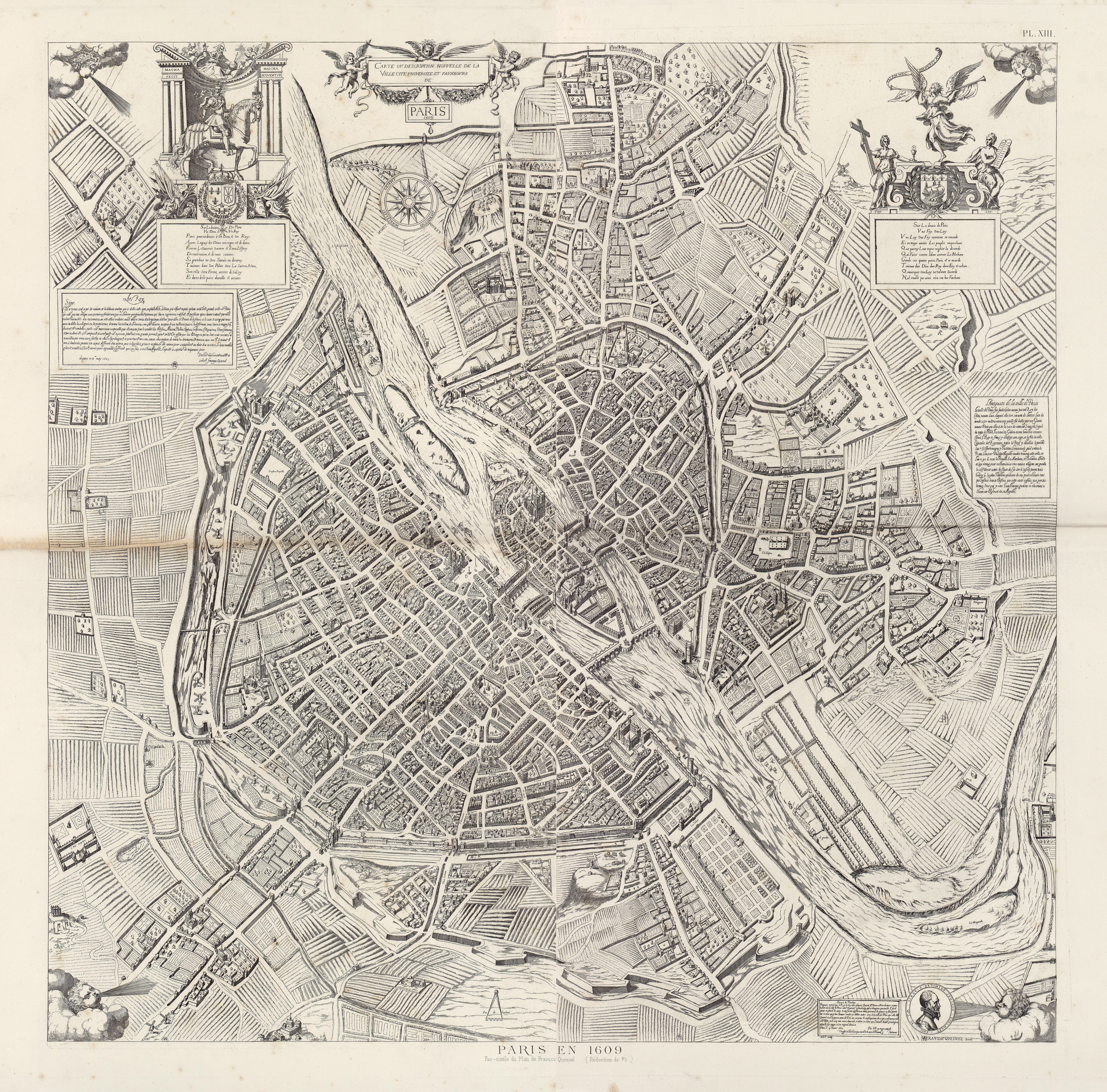
Stadtplan von Paris anno 1609

Später wurde François Quesnel der Maler Heinrichs III. und darauf Heinrichs IV. In den Jahren von 1571 bis 1575 entstanden mehrere Porträts und Hofszenen mit Personen im Gefolge Heinrichs III. Für Heinrich IV. zeichnete Quesnel – wie Michel de Marolles überliefert – den ersten Stadtplan von Paris, den Pierre Vallet (1575–1657) stach. Werke von Quesnel stachen unter anderen Thomas de Leu (1560–1612), Michel Lasne und Pierre Firens (1580–1638).
Als Designer entwarf Quesnel Münzen, Medaillen und dekorative Wandteppiche. Letztere wurden in Paris gewebt. Der Künstler malte auch Altarbilder.
François Quesnel heiratete Charlotte Richandeau. Das Paar bekam vier Kinder. Nachdem Charlotte 1584 verstorben war, heiratete François Quesnel ein zweites Mal. Die Ehefrau Marguerite Le Masson, Tochter eines Angestellten im Salzkeller von Château-Thierry, brachte zehn weitere Kinder zur Welt.